# 다소 미라주 2000
다쏘 미라지 2000(프랑스어: Dassault Mirage 2000)은 프랑스 다소 항공의 다목적 전투기이다. 요격기의 요구에 기초하여 개발되었으나, 개량이 계속되어 미라주 시리즈의 다목적 전투기가 되었다. 1950년대부터 생산된 미라주 3의 최신 버전이다.

## 역사
2011년 기준으로, 프랑스 공군의 주력은 21,400파운드(9.7톤) 엔진 1개를 사용하는 미라주 2000과 M88 터보팬엔진 2개를 사용하는 라팔이다. 추력 29,000파운드(13.1톤) 엔진 1개를 사용하는 미국산 전투기 F-16, 2개를 사용하는 F-15과 비교된다.
이스라엘은 프랑스에서 다소 미라주 5 공격기를 수입하여 IAI 크피르를 개발했다. 미라주 2000보다 5년 앞선 1973년에 초도비행을 하였다. 추력 17,900파운드 (8.1톤) 터보젯 엔진 1개를 사용하는 삼각날개 다목적 전투기인 유사하다.
2011년 기준으로, 미라지의 주된 수입국이었던 인도가 HAL 테자스를 개발중이다. 미사일, 레이다는 이스라엘제를 쓴다. 추력 17,700파운드 (8톤) 엔진 1개를 사용하는 삼각날개 다목적 전투기인 점에서 크피르, 미라지2000과 유사한 점이 있다.

## 개요
삼각익 형식의 단발 전투기로, 프랑스를 비롯한 8개국에서 채택하였다. 주 무장은 30 mm 기관포 2문이 고정되어 있고, 장착점(hardpoint)은 9군데로, 공대공 미사일 4발뿐 아니라, 일반적으로 쓰이는 폭탄, 공대지 미사일, 대함 미사일 등을 탑재할 수 있다.
현재는 후속기인 라팔 전투기의 생산이 진행되고 있으나, 기존의 기체에 대한 개량사업 정도로만 국한되고 있다.

## 시리즈별 레이다 탐지거리 성능차
- 프랑스 - 미라지2000-S1 85km
- 프랑스 - 미라지2000-S2 85km
- 프랑스 - 미라지2000-S3 85km
- 프랑스 - 미라지2000-S4 110km
- 프랑스 - 미라지2000-S5 110km
- 프랑스 - 미라지2000-5 140km

## 개발
삼각익은 기체를 소형·경량화 하고, 비행특성의 안정성 등에 장점이 있지만, 단거리 이착륙 성능, 저공비행, 기동성 등이 주날개와 꼬리날개를 갖춘 항공기보다 떨어져, 미라주 2000 전의 미라주 F-1의 개발에서는 채택하지 않았다.
다쏘와 프랑스 공군은, 처음에는 지상공격에 중점을 둔 쌍발 가변익전투기 미라주 G-4에 이어 그 파생형 요격기 미라주 G-8을 차기 전투기로 개발하여 왔으나, 비용·운용 양면의 문제로 1975년에 모든 계획이 중지되었다.
프랑스 공군과 다쏘사 모두 필요로 했던 차기 전투기 계획(ACF)는 1976년에서 실용화까지의 기한이 1982년이라는 당시에도 단기간의 개발계획으로 다시 시작되었다. 다쏘에게 있어서는, 단기간으로 충분한 성과를 남기려 했고, 그 결과 1972년부터 미라주 3의 후속기로서 '수퍼 미라주 3', '델타 1000' 등의 명칭으로 검토되었던 설계를 보충하여 삼각익기의 개발을 시작하였다.
미라주 2000은 엔진을 미라주 G-4/8용의 SNECMA사의 M53을 사용하는 등 개발기간을 줄이기 위해 노력하였고, 설계개시로부터 첫 비행까지 27개월만이라는 경이적인 속도로 개발이 진행되어, 예정보다 9개월 늦은 1983년에 양산형을 군대에 납품하기 시작하여, 이듬해에는 실전에 배치되었다. 그러나 레이다의 개발은 제 때 맞추지 못하여, 초기 37대는 RDI 레이다 대신 RDM 레이다를 장착하였다.
주익의 후퇴각은 58도, 기체구조에는 복합재료를 사용하여 경량화되었다. 안정성이 낮아져 조종 시스템을 플라이 바이 와이어로 채택하였다.
1986년에 발표된 미라주 2000-5는, 미라주 2000C를 발전시킨 형태이다. 프랑스 공군은 미라주 2000을 라팔과 함께 일선에 배치할 예정이며, 프랑스 국내에 배치된 미라주 2000C를 미라주 2000-5로 교체 중이다.

## 파생형
주요 개량형은 다음과 같다.
미라주 2000
미라주 2000의 원형
미라주 2000C
RDM 레이다를 탑재한 초기 양산형
미라주 2000B
미라주 2000의 복좌형
미라주 2000D
미라주 2000N의 기본 무기만의 전투폭격형 기체
미라주 2000E
미라주 2000C의 수출용
미라주 2000N
미라주 2000B에 핵탄두 탑재 순항미사일인 ASMP 미사일의 운용능력을 갖춘 미라주 4 후속 전투폭격기
미라주 2000DA (미라주 2000C-S4/S5)
RDI 레이다를 탑재, 방공 능력을 향상시킨 미라주 2000C의 후기 생산형.
미라주 2000-5
미라주2000의 성능을 대폭 개량한 형태. 신형 RDY 레이다를 탑재하고, MICA 미사일이 운용 가능하며, 계기는 라팔에서 개조된 통합 모니터로 바뀌었다.
미라주 2000-5 Mk 2
미라주 2000-5을 개량한 모델로 대지상 공격능력을 부여하고 글래스 콕핏 개량과 레이다, 항법장치, 자료처리능력, 전자전 능력 등을 향상시켰다.
미라주 4000
다쏘사의 기획에 의해 확장된 쌍발형으로, 채택되지 않고 종료되었다.

## 실전기록
2011년 3월, 리비아 비행금지구역을 위한 아르마탕 작전에서, 프랑스 공군기지를 이륙한 미라주 2000 4대가 2,000 km 떨어진 리비아 벵가지 부근에서 작전을 하였다. 2,000 km는 서울에서 홍콩까지의 거리다. 프랑스 공군의 KC-135 공중급유기의 지원을 받고, E-3 센트리 조기경보기의 지휘를 받았다.
2011년 10월, 미라주 2000은 미국 무인공격기 MQ-1 프레데터와 함께 카다피 사살에 동원되었다. 리비아 공습의 시작과 끝을 미라주 2000이 장식했다.

## 사용국
- 프랑스 공군 315대
  - 미라주 2000C 124대
  - 미라주 2000B 30대
  - 미라주 2000N 75대
  - 미라주 2000D 86대
- 아랍에미리트 68대
  - 미라주 2000EAD 22대
  - 미라주 2000RAD 8대
  - 미라주 2000DAD 6대
  - 미라주 2000-9 20대
  - 미라주 2000-9D 12대
- 중화민국 60대
  - 미라주 2000-5EI 48대
  - 미라주 2000-5DI 12대
- 인도 공군 59대
  - 미라주 2000H 52대
  - 미라주 2000TH 7대
- 그리스 공군 55대
  - 미라주 2000EG 36대
  - 미라주 2000DG 4대
  - 미라주 2000-5 Mk2 15대[3]
- 이집트 공군 20대
  - 미라주 2000EM 16대
  - 미라주 2000BM 4대
- 카타르 공군 12대
  - 미라주 2000-5EDA 9대
  - 미라주 2000-5DDA 3대
- 페루 공군 12대
  - 미라주 2000EP 10대
  - 미라주 2000DP 2대
- 브라질 공군 12대
  - 미라주 2000C 10대
  - 미라주 2000B 2대

## 제원 (미라주 2000C)
정보의 출처: Complete Encyclopedia of World Aircraft, International Directory of Military Aircraft
일반 특성
- 승무원: 1
- 길이: 14.36 m (47 ft 1 in)
- 날개폭: 9.13 m (29 ft)
- 높이: 5.20 m (17 ft)
- 날개면적: 41 m² (441.3 ft²)
- 공허중량: 7,500 kg (16,350 lb)
- 탑재중량: 13,800 kg (30,420 lb)
- 최대이륙중량: 17,000 kg (37,500 lb)
- 엔진: 1× SNECMA M53-P2 afterburning turbofan
  - 최대추력: 64.3 kN (14,500 lbf)
  - 재연소시추력: 95.1 kN (21,400 lbf)

성능
- 최대속도: Mach 2.6 (3,210+ km/h, 1994+ mph) 고고도/ 1,110 km/h (690 mph) 저고도
- 항속거리: 1,550 km (837 해리, 963 mi) 드롭 탱크 장착시
- 최대항속거리: 3,335 km (1,800 해리, 2,073 mi) 드롭 탱크 장착시
- 상승한도: 17,060 m (59,000 ft)
- 상승률: 285 m/s (56,000 ft/min)
- 날개하중: 337 kg/m² (69 lb/ft²)
- 추력대중량비: 0.91

무장
- 기관포: 2× 30 mm (1.18 in) DEFA 554 revolver cannon, 125 rounds per gun
- 무기장착점: 9 total (4× under-wing, 5× under-fuselage) 6,300 kg (13,900 lb) external fuel and ordnance,
- 로켓: Matra 68 mm unguided rocket pods, 18 rockets per pod
- 미사일: 

  - 공대공 미사일:
    - 6× 미카 중거리 공대공 미사일
    - 2× 마트라 R550 매직-II 그리고 2× 마트라 슈퍼 530D

  - 공대지 미사일:
    - 2× AM.39 엑조세
    - 2× AS-30L 레이저 유도 미사일
    - 1× ASMP 핵순항미사일
    - 1× 스톰 섀도 순항미사일
- 폭탄: 9× Mk-82

항공전자장비
- Thomson-CSF RDY (Radar Doppler Multi-target) radar

## 같이 보기
- 미라주 3
- 미라주 4000
- 라팔